# Bakó Ilona
Bakó Ilona (Balmazújváros, 1933. augusztus 12. – 2017. május 27.) Ferenczy Noémi-díjas (1992) magyar ruhatervező, textilművész.

## Életpályája
1952–1956 között a Magyar Iparművészeti Főiskola hallgatója volt, ahol Szervánszky Jenő és Dudás Jenő oktatták. 1956–1977 között a Debreceni Ruhagyár tervezője volt. 1960-tól színházi ruha- és látványtervező volt. 1989-ben Rómában volt ösztöndíjas.
Dolgozott többek közt a debreceni Csokonai Színházban, a Madách Színházban, a Játékszínben, a Győri Nemzeti Színházban, a Veszprémi Petőfi Színházban, a Művész Színházban, a Gyulai Várszínházban és az Új Színházban.

## Családja
Szülei: Bakó Géza és Molnár Ilona voltak. 1962-ben házasságot kötött Soltész István újságíróval, aki többek között a Magyar Nemzet főszerkesztője volt 1982–1989 között.

## Színházi munkái
A Színházi Adattárban regisztrált bemutatóinak száma: díszlettervezőként: 1; jelmeztervezőként: 20.

### Díszlettervezőként
- Mrozek: Streap Tease (1991)

### Jelmeztervezőként
- Lenz: Alkalmi férj (1959)
- García Lorca: Bernarda háza (1960)
- Miller: Pillantás a hídról (1961)
- Sarkadi Imre: Elveszett paradicsom (1975)
- Füst Milán: Margit kisasszony (1986)
- Csurka István: Majális (1988)
- Schwajda György: Himnusz (1989, 2000)
- Sütő András: Egy lócsiszár virágvasárnapja (1990)
- Mrozek: Streap Tease (1991)
- Miller: A salemi boszorkányok (1991)
- Synge: A nyugati világ bajnoka (1991)
- Sütő András: Vigyorgó búbánat (1992-1993)
- Sastre: A szájkosár (1994)
- Csukás István: Ágacska (1994)
- Collodi: Pinokkio (1996)
- Gabnai Katalin: A macskacicó (1997)
- Rostand: A Két Pierrot avagy a fehér vacsora (1999)

## Kiállításai

### Egyéni
- 1977 Debrecen, Nagykanizsa, Zalaegerszeg
- 1978 Békéscsaba, Győr, Karcag, Kecskemét, Vác
- 1979 Szófia, Budapest, Veszprém, Szentendre, Sopron, Szekszárd
- 1980 Miskolc
- 1982 Helsinki, Gödöllő
- 1983 Budapest, Érd, Balassagyarmat
- 1984 Berlin, Szolnok
- 1985 Zalaegerszeg
- 1988 Vác, Nyíregyháza
- 1997-1998 Budapest

### Csoportos
- 1971, 1991 Debrecen
- 1972, 1980, 1983, 1985, 1990-1994 Budapest
- 1992, 1994-1995 Szombathely
- 1995 Sárvár

## Művei
- Justitia (1992)

## Díjai, kitüntetései
- a Könnyűipar Legszebb Terméke pályázat I. díja (1962, 1965)
- a Könnyűipar Legszebb Terméke pályázat I. és II. díja (1963-1964)